# Pleopeltis grevilleana
Pleopeltis grevilleana là một loài dương xỉ trong họ Polypodiaceae. Loài này được T. Moore mô tả khoa học đầu tiên năm 1857.
Danh pháp khoa học của loài này chưa được làm sáng tỏ. 